# Itame modestaria
Itame modestaria là một loài bướm đêm trong họ Geometridae.